# Zoulouland (bande dessinée)
Pour l’article homonyme, voir KwaZulu.
Zoulouland est une série de bande dessinée historique française créée par Georges Ramaïoli, avec René Durand pour coscénariste des trois premiers volumes. Après un premier volume publié par Lavauzelle en 1987, Soleil publie les dix-sept autres entre 1990 et 2003.
Cette série d'aventure suit divers protagoniste au cours de la Guerre anglo-zouloue qui ravage le Zoulouland entre 1879 et 1882.

## Albums
- Zoulouland, Soleil, coll. « Soleil noir » (sauf indication contraire) :

1. Comme un vol d'hirondelles, Lavauzelle, coll. « Ballades d'antan », 1987  (ISBN 2-7025-0167-2)[1].
2. Noirs comme l'enfer, Soleil, 1990  (ISBN 2-87764-035-3)[2].
3. Drus comme l'herbe, Soleil, 1991  (ISBN 2-87764-054-X).
4. Par le fer et par le feu, 1992  (ISBN 2-87764-080-9).
5. Plus rapides que les chevaux, 1992  (ISBN 2-87764-119-8).
6. L'Épine du dragon, 1993  (ISBN 2-87764-170-8).
7. Shakazulu, 1994  (ISBN 2-87764-231-3).
8. La Revanche du prince, 1995  (ISBN 2-87764-273-9).
9. Le Grand Éléphant, 1996  (ISBN 2-87764-491-X).
10. Young Mister Dundee, 1996  (ISBN 2-87764-546-0).
11. Les Fils de M'pande, 1997  (ISBN 2-87764-616-5).
12. Les Yeux de gazelle, 1997  (ISBN 2-87764-662-9).
13. Les Forces de l'empire, 1998  (ISBN 2-87764-796-X).
14. Loulou, 1999  (ISBN 2-87764-903-2).
15. Ulundi, 2000  (ISBN 2-84565-028-0).
16. Cetewayo, 2002  (ISBN 2-84565-213-5).
17. Les Boers, 2003  (ISBN 2-84565-467-7).
18. Dernières Révoltes, 2003  (ISBN 2-84565-577-0)[3].